# Вулиця Князя Ярослава Мудрого
Вулиця Князя Ярослава Мудрого — вулиця в історичній місцевості Фабрика у Центральному районі міста Дніпро. Вулиця рівнинна; є продовженням вулиці Князя Володимира Великого; починається від перехрестя з Половицькою вулицею, що є межею Половиці; кінець на перехресті з вулицею Пастера після чого шлях проходить під правобережним шляхопроводом на Амурський міст та Придніпровською залізницею переходить у вулицю Академіку Белелюбського.
Довжина вулиці  — 1500 м.

## Історія
Катеринославська назва вулиці — Петербурзька. Вона здавна забудовувалася промисловими підприємствами.
1841 року Порфірій Яненко проїжджав Петербурзькою вулицею у Катеринослава з наплавного мосту, що розташовувався тоді у місці сучасного Амурського мосту. Тоді майже ніхто не користувався поштовим трактом (сучасним проспектом Яворницького). На Петербурзькій вулиці, тоді були численні шинки, лавки, винні погреби, а будівлі фабрик спустіли; «Ще з мосту я побачив дещо, що мене дивувало після хутору. Придивляючися на усі боки близько та подалі, я побачив багато величезних, у декілька поверхів, будівель з найвищими трубами — багато з них були вже без даху, вікон й дверей. То були державні, початково панчішні, а згодом ткацькі фабрики; тут же була невеличка дерев'яна церква, оточена громадними тополями й сокоринами...»

Після будівництва Амурського мосту на вулиці будуються спочатку дерев'яні торгові, а згодом кам'яні торгові й житлові будівлі.

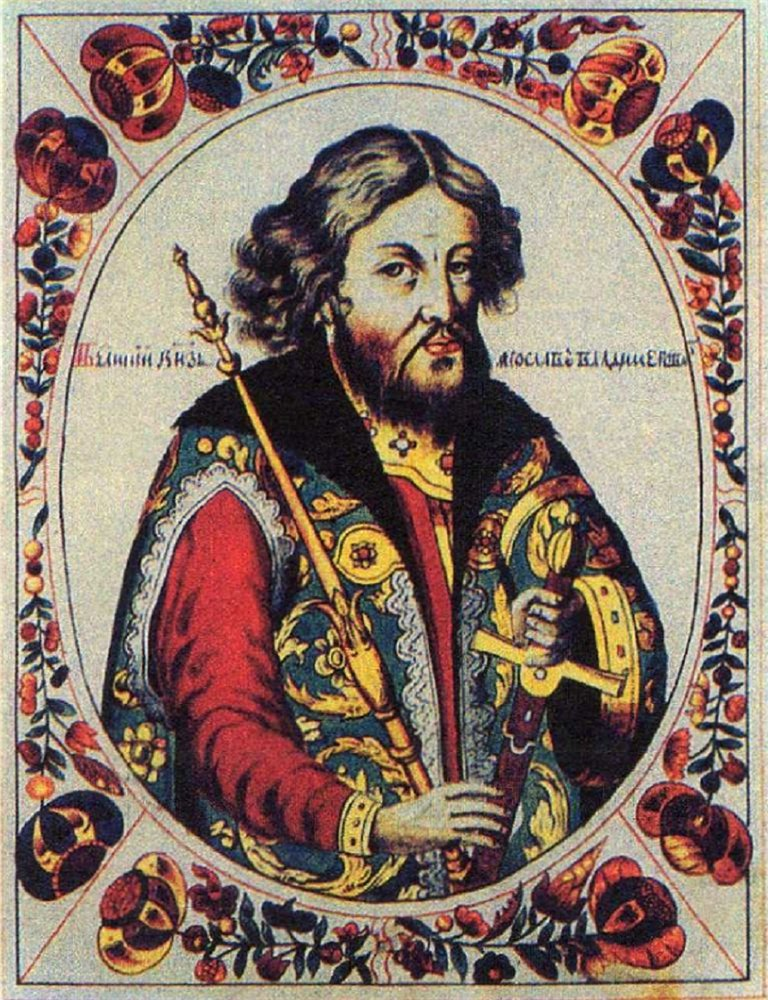
Великий князь київський Ярослав Мудрий

1897 року для освітлювання міста та трамваю почало діяти Центральне електричне товариство. На розі Петербурзької (№40) й Фабричної зведена 1902 року зведена у дію бельгійським підприємством Центральна електрична станція (ЦЕС). Потужність станції була 3990 кВт. Від грудня 1917 року до січня 1920 року електростанція не виробляла електроенергію. 1923 року електростанція була повністю відновлена під ім'ям "Зоря комунізму" з потужністю 4740 кВт. З вводом гідроелектростанції імені В.І. Леніна у Запоріжжі у дію 1932 року електростанція "Зоря комунізму" стала у енергосистемі "Дніпроенерго" підстанцією "Міська" Дніпропетровської міської електромережі при Міністерстві комунального господарства.
На 1913 рік з 7 нічліжних будинків міста 5 були розташовані на Петербурзькій вулиці й по одному на Козацькій (сучасна Старокозацька вулиця) й Хрестовій (Василя Чапленка) вулицях.
З перейменуванням Санкт-Петербургу на Петроград, вулиця перейменовувалася на Петроградську; й з перейменуванням у Ленінград, — на Ленінградську.
У 2016 році, в рамках декомунізації в Україні, вулиця отримала назву на честь князя київського Ярослава Мудрого.

## Перехресні вулиці
- Половицька вулиця,
- вулиця Столярова,
- вулиця Княгині Ольги,
- вулиця Чапленка,
- вулиця Пастера,
- вулиця Академіка Белелюбського.

## Будівлі
- №3 - 2-й реєстраційний пункт Укртелекому;
- №11 - пам'ятка культури з 1987 року; тут виросла Олена Блаватська; тут створено музейний центр Блаватської;[5]
- №19 - Склад № 4 «Нової пошти»;
- №32а - житловий комплекс "Княжий";
- №38 - Дніпровські міські електричні мережі;
- №40 - Дніпровські міські електричні мережі; 1902 року тут зведена центральна електростанція Катеринослава; 1910 року електростанція стала єдиною у місті; на цю будівлю 20 вересня 1943 року впав підбитий німецькою зеніткою літак радянського льотчика з Дніпропетровська Михайла Столярова, на честь якого була названа поперечна вулиця[6];
- №40д - електрична підстанція ПС 150/6 кВ «Міська №1»;
- №42 - Центральна районна рада;
- №46 - ПАТ «Дніпровський маслоекстракційний завод „Олійна”»;
- №46а - Територіальне управління Держгірпромнагляду у Дніпропетровській області;
- №56 - корпус №2 Міжрегіонального вищого професійного училища з поліграфії та інформаційних технологій;
- №62 - пам'ятка архітектури «Будинок Лібермана»;
- №68 - ВДТ «Концерн „Весна”».